# رزاو (گولییا)
رزاو (گولییا) (به انگلیسی: Rzav (Golija)) رودخانه‌ای است که در صربستان جریان دارد.